# Little Marbles
Little Marbles är/var en musikduo bestående av Julia Adams, född 12 oktober 1990, och Linn Tabudlong Jonasson, född 17 november 1990, båda med rötterna i Norrköping. Bandet, som startade 2006, var från början en ren gatumusikantduo som främst spelade covers.
Bandet har ägnat en hel del tid åt att åka runt och uppträda som gatumusiker, men efter hand började de skriva egna poplåtar. Producenten och låtskrivaren Niclas Frisk såg gruppen uppträda på gatan i Stockholm och fastnade för deras sound. Han tipsade sitt skivbolag om bandet och efter en del omvägar gavs deras debutalbum Vi accepterar mitt kaos ut på skivbolaget år 2008. Låten ”Rosa” från debutskivan spelades en del på Sveriges Radios kanal P3.
Det andra albumet Vi slutar när vi är klara, producerat av Miss Li och Sonny Boy Gustafsson, kom ut år 2010. Låten ”Jag hoppar & trampar på ditt hjärta” spelades också en del på P3. 
Från början var gruppens låtar främst skämtsamma, såsom ”Melon” från debutalbumet, men efterhand har ämnena blivit alltmer seriösa. Bandet turnerade under våren 2011 med Miss Li och spelade samma år på Roskildefestivalens scen för oetablerade band.
Engelskspråkig EP Give me all your money kom ut år 2011. Vi kan göra det hur du vill in 2012: ”Du skulle se mig nu”.